# Scoliacma rubrata
Scoliacma rubrata là một loài bướm đêm thuộc phân họ Arctiinae, họ Erebidae.